# Perry–Castañeda Library
La Perry–Castañeda Library (PCL) è una biblioteca statunitense situata nella città di Austin. Costituisce la biblioteca centrale del sistema bibliotecario dell'Università del Texas ad Austin.
Il sistema bibliotecario di questa università comprende quasi otto milioni di volumi, classificandosi come la quinta biblioteca accademica negli Stati Uniti e l'undicesimo più grande della nazione.
Fondata nel 1972, la Perry–Castañeda Library prende il nome da due ex professori universitari, Ervin S. Perry e Carlos E. Castañeda. Il professor Perry è stato il primo afro-americano a divenire insegnante, mentre il professor Castañeda ha svolto un ruolo centrale nello sviluppo della Benson Latin American Collection.